# تاريخ جزيرة القيامة
جزيرة القيامة هي جزيرة في وسط المحيط الهادئ، وهي قد كانت واحدة من أصغر المناطق المأهولة بالسكان على وجه الأرض، وكذلك كانت في معظم تاريخها واحدة من أكثر المناطق عزلة. حيث عانى ساكنيها المسمون بالـ«رابا نوي» المجاعات والأمراض وأكل لحوم البشر والحروب الأهلية والانهيار البيئي وغارات إسترقاق والاتصالات الاستعمارية المختلفة، وشهد عدد سكانها إنهيار في أكثر من مناسبة. فأدى الإرث الثقافي الذي أعقب ذلك إلى جعل سمعة الجزيرة سيئة متناسبةً بذلك مع عدد سكانها القليل جدًا.

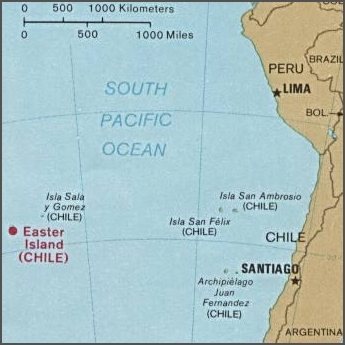
موقع جزيرة القيامة في جنوب المحيط الهادئ

## المستوطنون الأوائل
دوّن الزوار الأوروبيون الأوائل لجزيرة القيامة التقاليد الشفوية المحلية للمستوطنين الأصليين. في هذه التقاليد، ادعى سكان جزيرة القيامة أن الزعيم هوتو ماتوا [الإنجليزية] وصل إلى الجزيرة في قارب أو زورقين كبيرين مع زوجته وعائلته. وكذلك يعتقدون أنه كان من البولينيزيين. هناك قدر كبير من عدم اليقين بشأن دقة هذه الرواية وكذلك تاريخ الاستيطان. إنّ الأدبيات المنشورة تشير إلى أن الجزيرة قد استقرت في حوالي 300 - 400 م، أو في وقت قريب من وصول المستوطنين الأوائل إلى هاواي. في المقابل يقول بعض العلماء أن جزيرة القيامة لم تكن مأهولة بالسكان حتى 700 - 800 م. هذا التقدير يعتمد على حسابات علم مقارنة اللغة والتاريخ وعلى ثلاثة تواريخ كربونية مشعة من الفحم الذي يبدو أنه تم إنتاجه أثناء إزالة واستعمال أخشاب الغابات. علاوة على ذلك، تشير دراسة حديثة شملت تواريخ الكربون المشع التي يُعتقد أنها من مواد مبكرة جدًا، تشير إلى أن الجزيرة قد كانت مسكونة على أقل تقدير في 1200م أو قبل ذلك. مما يدعم هذا دراسة أجريت عام 2006 عن إزالة واستعمال الأخشاب والغابات في الجزيرة. حيث أنّ نخلة كبيرة منقرضة حاليًا، سمية باسم نخلة جزيرة القيامة، قد كانت واحدة من الأشجار المهيمنة مما يتضح من الأدلة الأحفورية؛ وهو نوع كان ظهوره الوحيد في جزيرة القيامة، انقرض بسبب إزالة الغابات من قبل المستوطنين الأوائل آنذاك.